# هضبة تادمايت

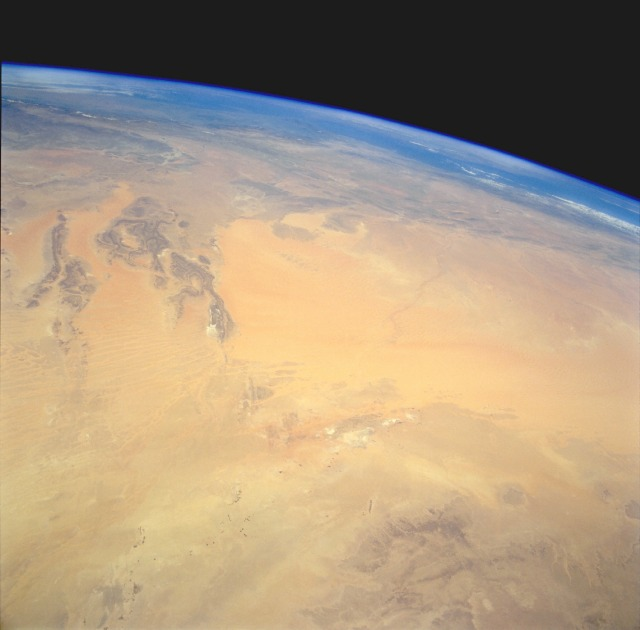
منظر من الفضاء، حافة هضبة تادمايت (أسفل اليمين)

تادمايت هي منطقة طبيعية في الصحراء الكبرى وسط الجزائر. تقع في الولايات التالية: أدرار، غرداية وتمنراست. إنها واحدة من أماكن الصحراء الكبرى الأشد حرارة صيفا. بالتحديد، تقع في شمال عين صالح مع النهاية الشمالية لولاية تمنراست. وإلى الجنوب من العرق الغربي الكبير في دائرة أدرار، وهي جزء من دائرة المنيعة في ولاية غرداية.

## جغرافيا
تادمايت هي هضبة صخرية تتكون من تضاريس العصر الطباشيري مع منحدر عام نحو الشمال الشرقي. إنها منطقة جافة للغاية وقاحلة مع مناخ صحراوي حار (تصنيف كوبن للمناخ BWh) حيث أن المنطقة غير ممطرة تقريبًا على مدار العام ولديها صيف طويل حار جدًا وشتاء قصير ودافئ جدًا.
تم العثور على نيزك في تادمايت في نوفمبر 2002.